# Balvicar
Balvicar är en by på Balvicar Bay, på ön Seil, i Kilbrandon and Kilchattan civil parish, i Argyll and Bute, Skottland. Byn är belägen 4 km från Clachan Bridge. Orten hade 76 invånare år 1961.